# Monanthes brachycaulos
Monanthes brachycaulos ist eine Pflanzenart aus der Gattung Monanthes in der Familie der Dickblattgewächse (Crassulaceae). Das Artepitheton brachycaulos leitet sich von den griechischen Worten brachys für ‚kurz‘ sowie kaulos für ‚Stamm‘ ab.

## Beschreibung

### Vegetative Merkmale
Monanthes brachycaulos ist eine ausdauernde, einzelne oder gelegentlich sprossende Rosettenpflanze. Ihre Triebe sind kurz und kräftig sowie mehr oder weniger caudiciform oder leicht bis deutlich verlängert. Sie weisen einen Durchmesser von 5 bis 12 Millimeter auf. Die lockeren oder ziemlich kompakten, flachen Rosetten erreichen einen Durchmesser von 7 bis 35 Millimeter und bestehen aus bis zu 60 Laubblätter. Die schmal verkehrt eiförmigen Laubblätter sind spitz und verschmälern sich in eine spitz zulaufende Basis. Ihre Blattspreite ist 5 bis 18 Millimeter lang, 3 bis 6 Millimeter breit und 1 bis 2 Millimeter dick. Ihre Oberfläche ist kahl oder nahe der Basis mit wenigen, sehr kurzen drüsigen Haaren von kleiner oder gleich 0,05 Millimetern Länge besetzt. Oberhalb ist sie leicht papillös.

### Blütenstände und Blüten
Der Blütenstand besteht aus seitlich erscheinenden, einfachen und verzweigten Blütentrieben und ist regelmäßig verzweigt. Die sechs- bis siebenzähligen Blüten stehen an drüsig-haarigen Blütenstielen von 4 bis 10 Millimetern Länge und erreichen einen Durchmesser von 3 bis 4 Millimetern. Ihre länglichen und im oberen Teil manchmal etwas verbreiterten, spitzen oder dornenspitzigen Kronblätter sind 2,3 bis 3,7 Millimeter lang und 0,5 bis 0,7 Millimeter breit. Die Nektarschüppchen besitzen eine Länge von 1,1 bis 1,6 Millimetern und sind 1,6 bis 1,9 Millimeter breit. Ihre Spreite ist etwas zweilappig, gestutzt oder verkehrt herzförmig, ausgefranst und deutlich genagelt.

## Verbreitung und Systematik
Monanthes brachycaulos ist auf den kanarischen Inseln Gran Canaria und Teneriffa in Höhenlagen von 20 bis 2500 Metern verbreitet.
Die Erstbeschreibung als Petrophyes brachycaulos durch Philip Barker Webb und Sabin Berthelot wurde 1841 veröffentlicht. Richard Thomas Lowe stellte die Art 1869 in die Gattung Monanthes.
Synonyme sind  Sempervivum brachycaulos (Webb & Berthel.) Kuntze (1891), Monanthes brachycaulos hort. (ohne Jahr), Petrophyes brachycaulos var. bulbosus Knoche (in schedula, ohne Jahr, nom. inval. ICBN-Artikel 29.1), Petrophyes brachystachys Webb (in schedula, ohne Jahr, nom. inval. ICBN-Artikel 29.1)
Sempervivum bulbosum Sol. ex Webb & Berthel. (1941, nom. inval. ICBN-Artikel 34.1), Petrophyes brachycaulos var. canariae Pitard (1909), Petrophyes brachycaulos var. teneriffae Pitard (1909), Petrophyes brachycaulos f. fasciata Praeger (1929), Petrophyes brachycaulos f. ramosa Praeger (1929), Monanthes niphophila Svent. (1946), Monanthes brachycaulos f. niphophila (Svent.) P.V.Heath (1994), Monanthes niphophila var. adenopetala Svent. (1960), Monanthes brachycaulos var. nivata Svent. (1960, nom. inval. ICBN-Artikel 37.1), Monanthes praegeri Bramwell (1969) und Petrophyes brachycaulos f. praegeri (Bramwell) P.V.Heath (1994).

## Nachweise